# Родина рецепторів ліпопротеїнів низької щільності
Сімейство рецепторів ліпопротеїнів низької щільності (англ. Low density lipoprotein receptor gene family) — клас структурно-пов'язаних рецепторів, розташованих на клітинній мембрані, що виконують різні функції в різних органах і тканинах.
У цей час у ссавців відомо сім рецепторів, що входять до сімейства:
- Рецептор ліпопротеїнів низької щільності (LDLR);
- Рецептор ліпопротеїнів дуже низької щільності (VLDLR);
- Аполіпопротеїн-Е рецептор 2 (ApoER2 або LRP8);
- Multiple epidermal growth factor (EGF) або repeat-containing protein (MEGF7)
- LRP1
- LRP1B
- Мегалін

## Структура
У рецепторів сімейства розрізняють декілька типових функціональних доменів:
- Зв'язуючий повтор типу «А» (type A binding repeat) завдовжки 40 амінокислотних залишків.
- Повтор типу «B».
- EGF-повтор з бета-пропелерним доменом YWTD.
- Трансмембранний домен.
- Цитоплазмений регіон білка з мотивом NPxY. NPxY-мотив необхідний для клатрін-опосредкованого ендоцитозу.